# Kalcium
Kalcium är ett metalliskt grundämne som har atomnummer 20 och kemiskt tecken Ca. Kalcium, som tillhör gruppen alkaliska jordartsmetaller, är ett av de vanligaste ämnena i jordskorpan. Kalcium är viktigt för alla levande organismer och är den vanligaste metallen i en del djur.
Rent metalliskt kalcium reagerar med luftfuktigheten så att ett vitt lager av kalciumhydroxid bildas på ytan. I reaktionen bildas även vätgas.

## Biologisk betydelse
Den största delen av organismens kalklager finns upplagrat i benvävnaden och tänderna, en mindre del finns upplöst i kroppsvätskorna eller är bundet till proteiner (kalciumbindande proteiner). För att kalcium skall upptas normalt, förutsätter det att det finns magsyra, magnesium och D-vitamin i tillräckliga mängder. 
Kalcium medverkar till att leda impulser i nervsystemet, reglerar musklernas och därigenom också hjärtats kontraktion och medverkar vid blodkoaguleringen.
Överdriven konsumtion av kalciumpreparat kan leda till hyperkalcemi, vilket innebär trötthet, andningsproblem, förvirring, koma, psykos och ytterst hjärtstillestånd, på grund av den förhöjda nivån av kalcium i blodet. 
Överdosering kan också leda till njursvikt och minskad absorption av andra mineralämnen. Överdriven konsumtion via framför allt mjölk och eller kosttillskott innehållande kalcium, kan dränera kroppens magnesiumdepåer, vilket kommer leda till att cellerna i kroppen får svårt att ta upp näring och göra sig av med gifter, och ytterst leda till hjärtattack. 
Studier tyder på ett samband mellan överdrivet högt intag (2 000 mg per dag, eller mer än dubbla RDI) av kalcium och prostatacancer.
Man ansåg tidigare att överdosering av kalcium kunde leda till njursten, men senare studier tyder på motsatsen.
Vid allvarliga brister på kalcium kan rakit (engelska sjukan) utvecklas. Men även porös och mjuk benstomme, tandskador, muskelkramper, blå fingrar och tår. Kramper kan uppträda i tarmen med förstoppning och katarr som följd. Ofta kan man se skenbara mentala tillstånd som nervositet, sömnlöshet, depression och nedsatt smärttolerans. Nedsatt produktion av magsyra och menstruationssmärtor är andra symptom.
Upptagandet av kalcium hämmas av livsmedel som innehåller fytin, exempelvis vetekli och spannmål. Upptaget hämmas även av livsmedel som innehåller oxalsyra, exempelvis spenat, rabarber och tomat. 
Fytin kan elimineras genom att man långtidsbakar brödet och genom att man lägger kli och spannmålsprodukter i blöt 8–10 timmar innan det skall användas.
Större mängd kalcium återfinns i bland annat mjölk, ost och andra mejeriprodukter. Dessutom i spannmål, frö och färska grönsaker. Sesamfrö och solrosfrö är speciellt bra källor, men innehåller andra ämnen som gör att man inte bör överkonsumera dem.
Rekommenderat dagligt intag: barn 360–700 mg, män och kvinnor 800–900 mg (ammande 1 200 mg). Se vidare RDI-tabell.
I Livsmedelsverkets senaste rikstäckande undersökning av kostvanor i den svenska befolkningen, Riksmaten - 2010-11, var det rapporterade intaget av kalcium per dag i genomsnitt 820 mg för kvinnor, 945 mg för män och 875 mg för hela gruppen i undersökningen.

## Användning
Kalcium kan användas som reducerande metall vid framställning av bland annat torium, zirkonium och uran. Andra användningsområden för kalcium är:
- I legeringar med till exempel aluminium, beryllium, koppar och magnesium.
- När man gör cement och betong.
- Verksamt ämne i form av kalciumhypoklorit vid klorering av simbassänger.
- Inom pyroteknik för att få en orange låga.

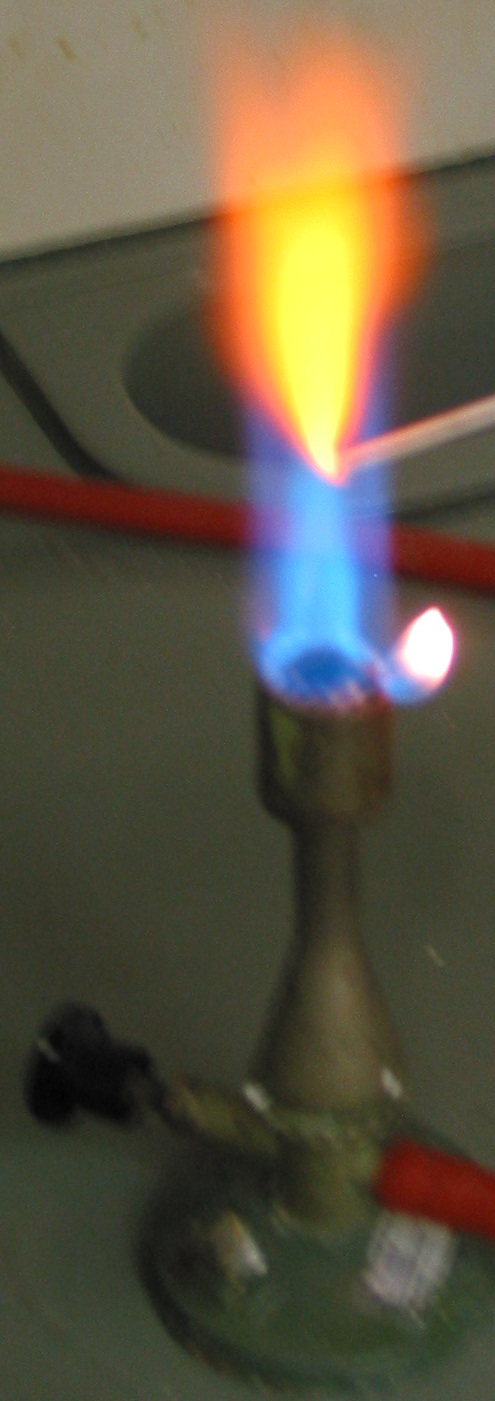
Ett kalciumsalt i en låga

## Förekomst
Kalcium är kraftigt reaktivt och förenar sig lätt med andra ämnen. Därför finns den aldrig i naturen som ren metall. Vanliga kalciumföreningar är kalciumkarbonat (CaCO3), kalciumfluorid (CaF2) och kalciumsulfat (CaSO4) samt fältspater i plagioklasserien som har sammansättning mellan anortit CaAl2(SiO4)2 och albit NaAlSi3O8.

## Framställning
Kalcium produceras genom smältelektrolys av kalciumfluorid. Kalcium kan också produceras genom smältelektrolys av ett annat kalciumsalt. Ett tredje sätt att producera kalcium är att reducera ett kalciumsalt med en mer reaktiv metall som till exempel strontium, men denna procedur är inte ekonomisk eftersom den reaktivare metallen behöver renframställas först.

## Historia
Kalkföreningar har använts som byggnadsmaterial sen förhistorisk tid, minst sedan 7 000 före Kristus. Den äldsta anläggningen för att producera osläckt kalk som man funnit är från 2500 före Kristus. En skrift från år 975 beskriver användning av gips som skydd för brutna skelettben.
Orent kalcium upptäcktes av Humphry Davy 1808 genom elektrolys av fuktig kalciumoxid med kvicksilverkatod, varvid han erhöll kalciumamalgam. I sina första försök använde han kalciumoxid, men Berzelius, som något tidigare framställt kalciumamalgam, visade att bättre resultat erhölls med hydroxiden.